# Joaquín de Pablo-Blanco Torres
Joaquín de Pablo-Blanco Torres (Córdoba, 17 de febrero de 1896 – Madrid, 13 de septiembre de 1947) fue un abogado y político español.

## Biografía
Tras la proclamación de la Segunda República Española participaría en las elecciones de 1933 en representación del Partido Republicano Radical, obteniendo un escaño por la circunscripción de Córdoba. Fue ministro de la Gobernación entre el 25 de septiembre y el 14 de diciembre de 1935 fecha en la que pasó a ocupar la cartera de ministro Agricultura, Industria y Comercio hasta el 30 de diciembre de 1935.
| Predecesor: Manuel Portela Valladares | Ministro de Gobernación 25 de septiembre - 14 de diciembre de 1935         | Sucesor: Manuel Portela Valladares     |
| Predecesor: Juan Usabiaga Lasquivar   | Ministro de Agricultura, Industria y Comercio 14 - 30 de diciembre de 1935 | Sucesor: José María Álvarez Mendizábal |

- Datos: Q11685131